# Молтби, Джудит
Джудит Дайан Молтби (англ. Judith Diane Maltby, род. 14 октября 1957, США) — англиканская священник и историк американского происхождения, специализируется на истории церкви после Реформации и истории Британии в период раннего Нового времени. С 1993 года она является капелланом и членом колледжа Корпус-Кристи в Оксфорде, а с 2004 года — преподавателем истории церкви в Оксфордском университете. 

## Юные годы и образование
Молтби родилась 14 октября 1957 года в США. Она изучала английский язык и историю в Иллинойсском университете, который окончила в 1979 году, получив степень бакалавра гуманитарных наук (BA). Она занималась аспирантскими исследованиями в области истории Британии раннего Нового времени в колледже Вулфсона в Кембридже, а затем в Ньюнэм-колледже в Кембридже, получив степень доктора философии (PhD) в 1992 году. Её докторская диссертация называлась «Подходы к изучению религиозного конформизма в позднеелизаветинской и ранней Стюартовской Англии: с особым упором на Чешир и епархию Линкольна».

## Карьера

### Академическая карьера
С 1987 по 1993 год Молтби была преподавателем церковной истории в теологическом колледже Солсбери и Уэллса, англиканском теологическом колледже в Солсбери, Уилтшир, Англия. В 1993 году, будучи назначенной капелланом колледжа, она была избрана членом (фелло) колледжа Корпус-Кристи в Оксфорде. Она также является членом факультета теологии и религии Оксфордского университета и получила звание ридера по истории церкви в 2004 году. 
Основными научными интересами Молтби являются история церкви и история Британии в период раннего Нового времени. К особым интересам относятся «Английская религия XVI и XVII веков», «Литургия и история Церкви Англии», экуменизм и «Англиканские ответы на преследования в 1640–1650-х годах». 
В 1999 году Молтби была избрана членом Королевского исторического общества.

### Церковное служение
С 1989 по 1992 год Молтби проходила подготовку к получению священного сана по программе Южного теологического образования и подготовки. В 1992 году она была рукоположена в сан дьякона в Церкви Англии. С 1992 по 1993 год она была почётным приходским дьяконом в приходе Уилтон с Нетергемптоном и Фагглстоуном в епархии Солсбери. Она была рукоположена в сан священника 17 апреля 1994 года Ричардом Харрисом, епископом Оксфорда, и, таким образом, стала одной из первых женщин, рукоположенных в сан священника в Церкви Англии. 
С 1993 года и до выхода на пенсию в 2023 году Молтби была капелланом колледжа Корпус-Кристи в Оксфорде. Она также была почётным каноническим теологом собора Лестера с 2004 по 2023 год и каноническим теологом Уинчестерского собора с 2011 по 2018 год. В 2006 году она стала почётным каноником Кафедрального собора Христа в Оксфорде.

### Взгляды
Молтби выступила против создания института провинциальных епископальных визитаторов для противников рукоположения женщин.

## Избранные труды
- The Short Parliament (1640) Diary of Sir Thomas Aston. — London : Royal Historical Society, 1988. — ISBN 9780861931163.
- Judith Maltby. Prayer Book and People in Elizabethan and Early Stuart England. — Cambridge : Cambridge University Press, 2000. — ISBN 978-0-521-79387-2.
- Religion in Revolutionary England. — Manchester : Manchester University Press, 2006. — ISBN 978-0719064043.
- Established Church: Past, Present and Future / Mark Chapman ; Judith Maltby ; William Whyte. — London : A & C Black, 2011. — ISBN 978-0-567-35809-7.
- Anglican women novelists: Charlotte Brontë to P.D. James. — London; New York : T&T Clark, 2019. — ISBN 978-0567665850.